# Inashiki
Inashiki (稲敷市, Inashiki-shi) est une ville située dans la préfecture d'Ibaraki, sur l'île de Honshū, au Japon.

## Géographie

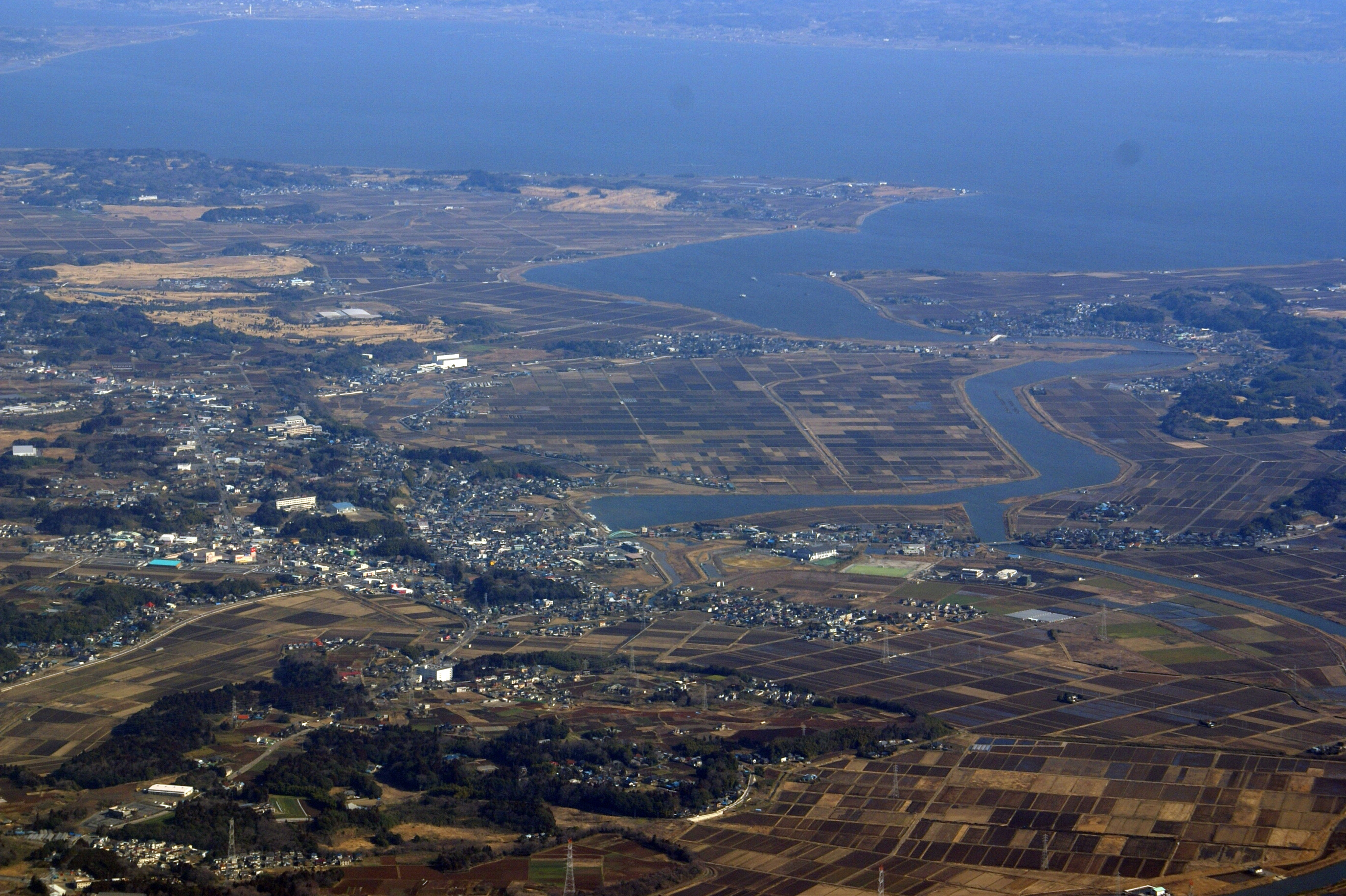
Vue aérienne de la ville.

### Situation
Inashiki est située dans le sud de la préfecture d'Ibaraki.

### Démographie
En juin 2021, la population d'Inashiki était de 39 452 habitants, répartis sur une superficie de 205,81 km2.

### Hydrographie
La ville est bordée par le lac Kasumigaura au nord-est et le fleuve Tone au sud.

## Histoire
La ville d'Inashiki a été créée en 2005, de la fusion des anciens bourgs d'Azuma, Edosaki et Shintone, et du village de Sakuragawa.